# Salix gracilistyla
Salix gracilistyla är en videväxtart som beskrevs av Friedrich Anton Wilhelm Miquel. Salix gracilistyla ingår i släktet viden, och familjen videväxter.

## Underarter
Arten delas in i följande underarter:
- S. g. adscendens
- S. g. pendula
- S. g. graciliglans
- S. g. melanostachys

## Bildgalleri

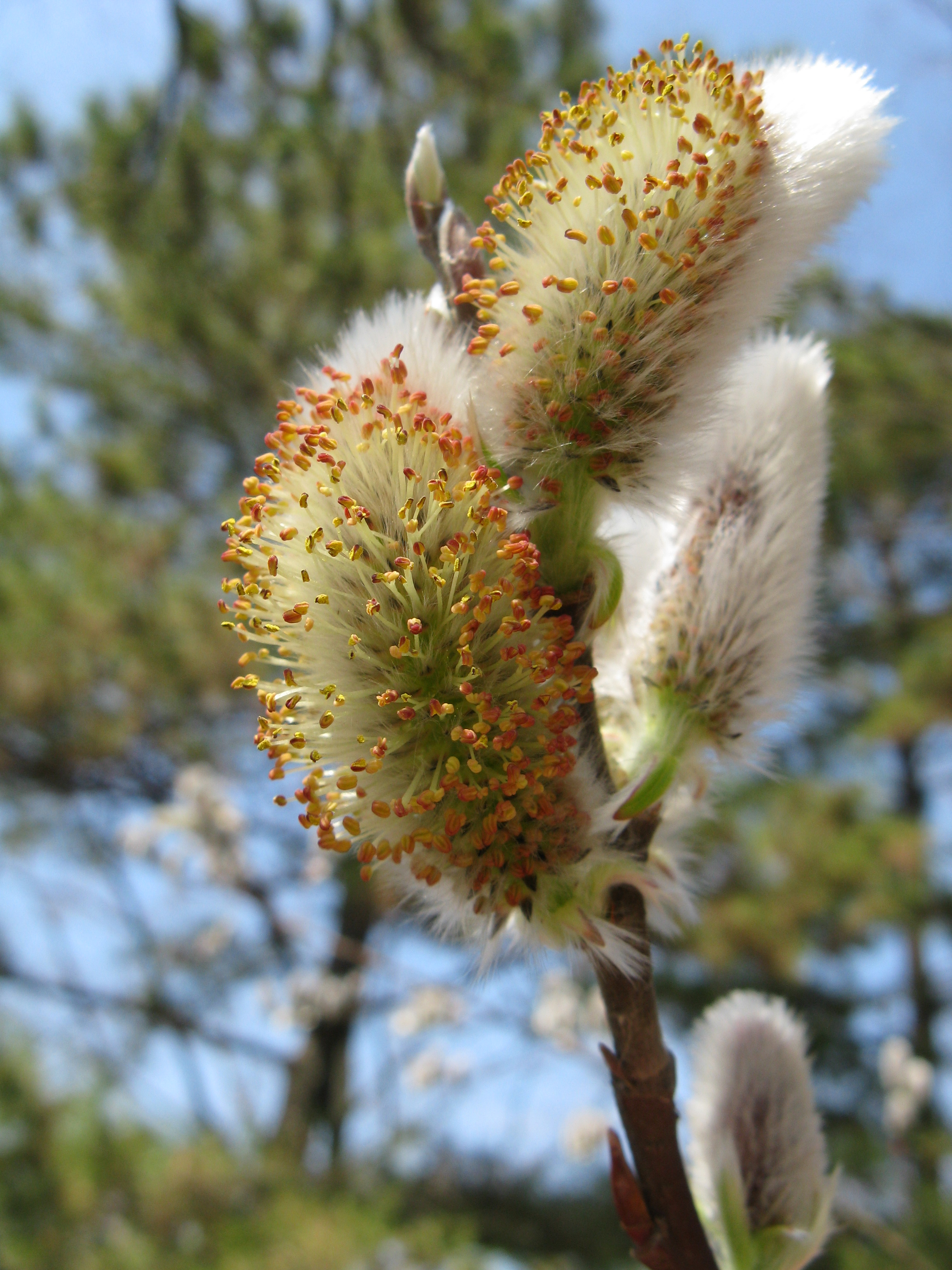
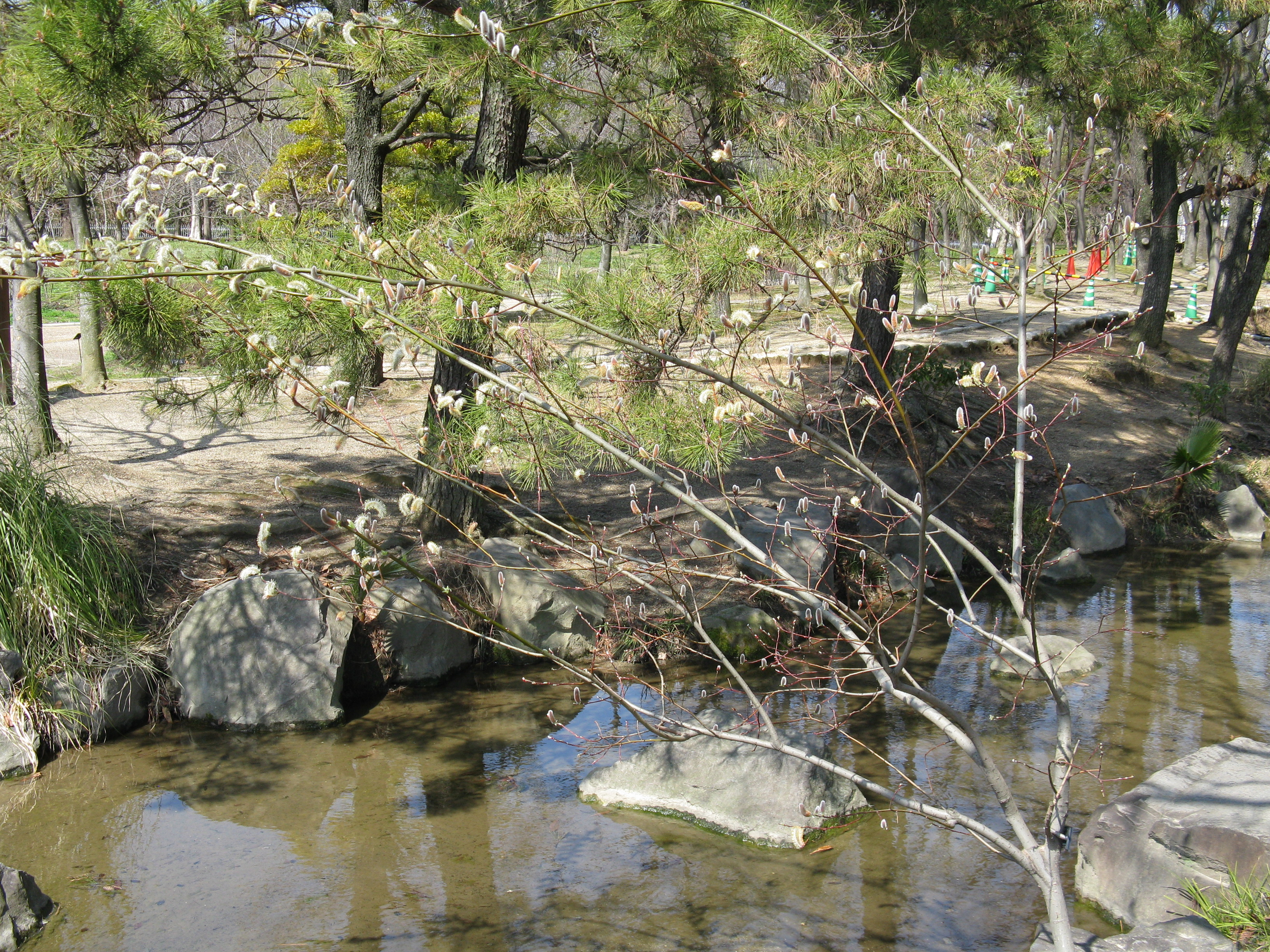
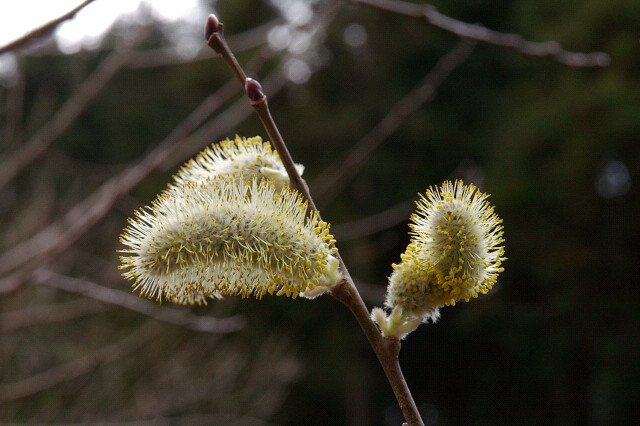
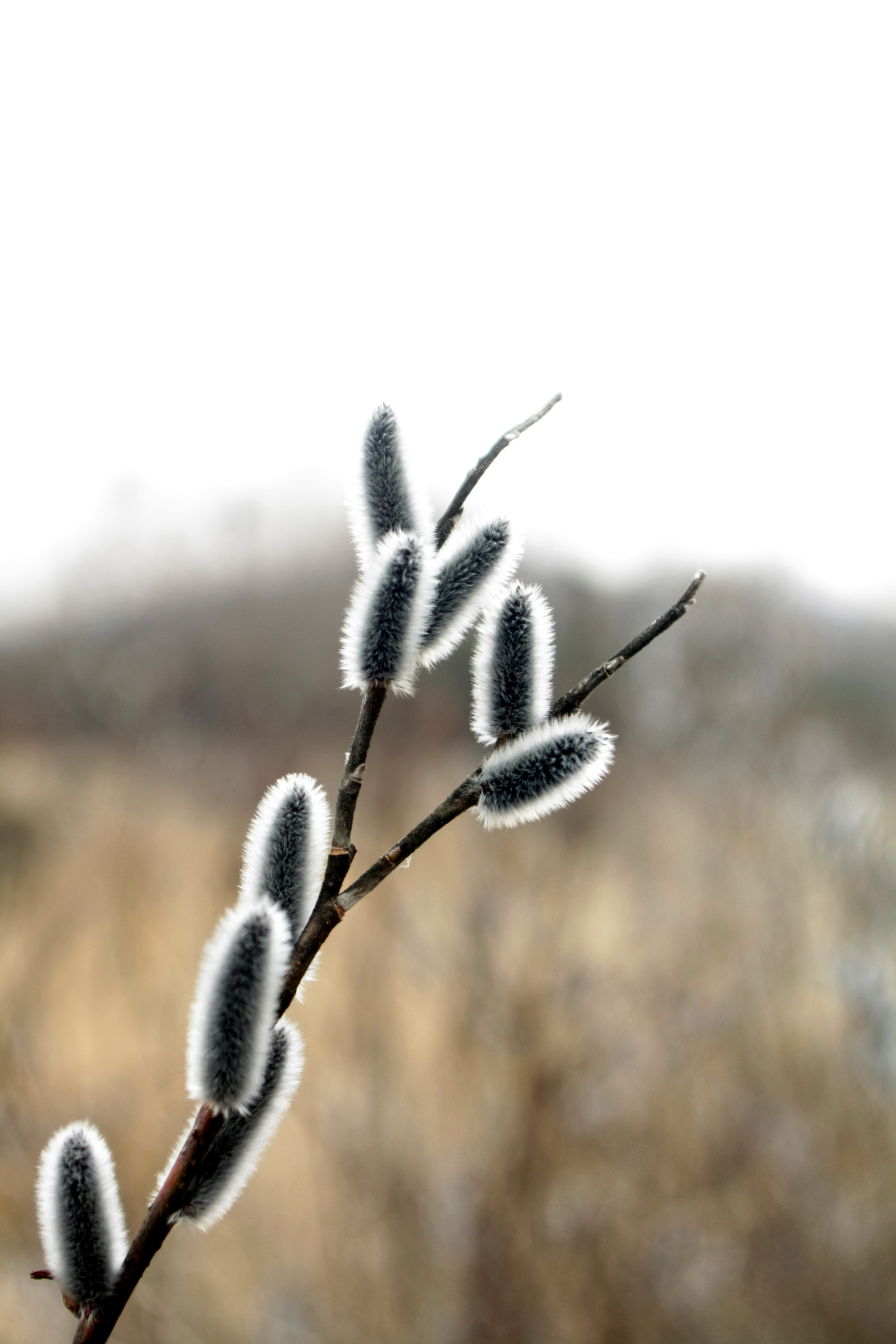
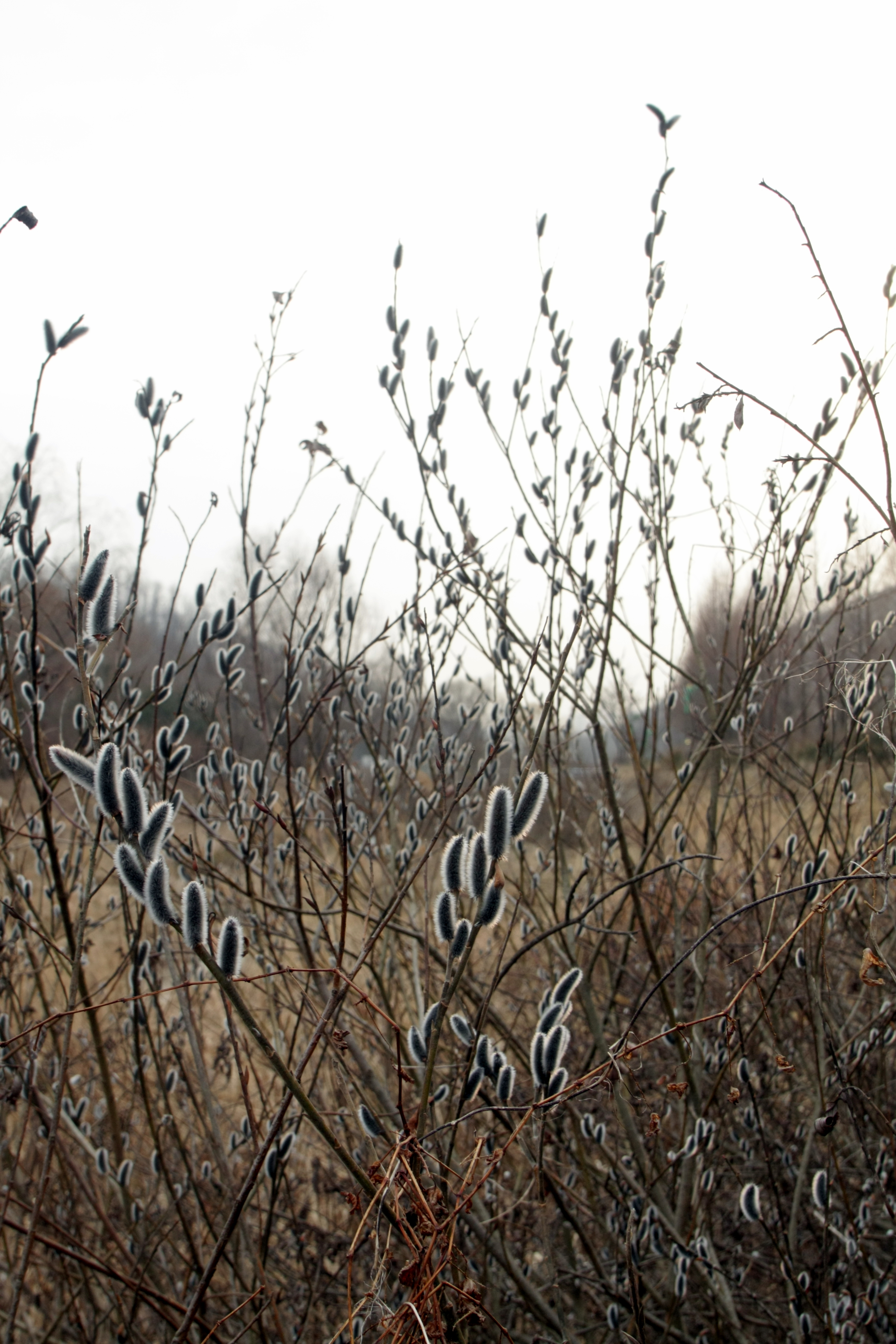
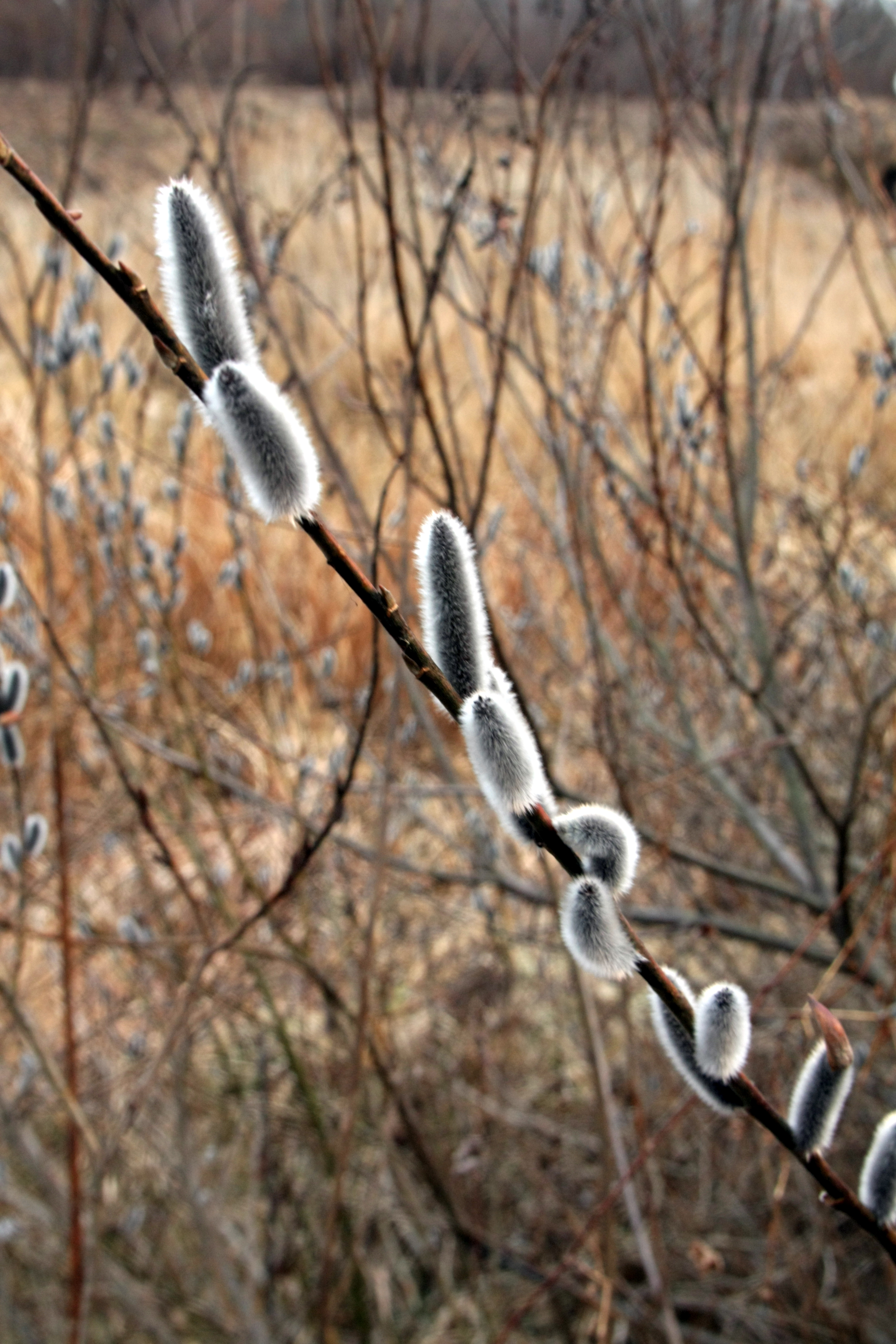